# Buklandning

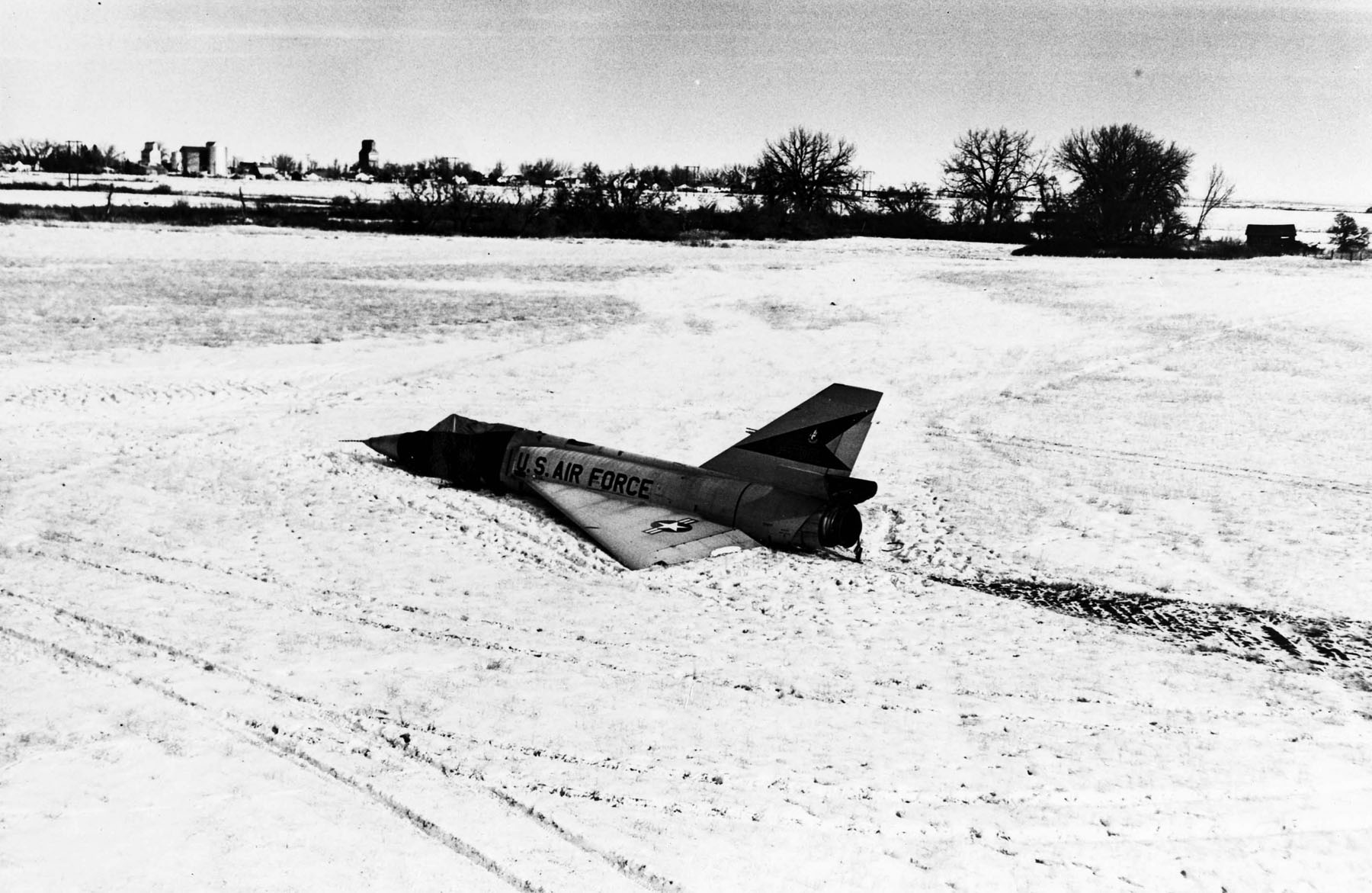
Obemannad buklandning med ett F-106 efter att piloten skjutit ut sig. 1970.

En buklandning är då ett flygplan landar med ett eller flera landställ infällda. Undersidan eller buken på flygplanet används som den primära landningsytan, varför en buklandning ofta medför allvarliga skador på flygplanet.